# Wilhelm Junker
Wilhelm Johann Junker, född den 25 mars 1840 i Moskva, död den 1 februari 1892 i Sankt Petersburg, var en tysk-rysk upptäcktsresande.
Han idkade medicinska studier i Göttingen, Berlin och Prag. Efter ett besök på Island samt kortare resor i Tunisien 1874 och Nedre Egypten 1875 företog han år 1876 en färd till Kartum, Blå Nilen och nedre Sobat, och utsträckte 1877 sina forskningar till trakterna omkring Nilens västra tillflöden.
År 1878 återvände han till Europa, men 1880 var han åter på forskningsfärd i det inre Afrika och trängde därvid ännu längre söderut, genom Dar Fertit ned till azandes länder vid den nuvarande gränsen mellan Kongo-Kinshasa och Sudan, där han lärde känna många nya områden och stammar, samt ytterligare till mangbetufolkets land och floden Uele. Denna korsade han på flera punkter, varefter han reste västerut för att undersöka de västligare områdena av azandefolkets land. 
När han 1883 stod i begrepp att återvända till kusten och Europa, tvingades han söka sin tillflykt hos Emin Pascha i Lado. Tillsammans med denne och Gaetano Casati vände han sig till Bunyoro och försökte därifrån tränga fram till östkusten, men härskaren av Uganda nekade honom att färdas genom hans land. Till hans undsättning avgick 1885 under Gustav Fischer och Oskar Lenz två expeditioner, som dock inte kunde hitta honom. Slutligen lyckades han genom att kringgå Uganda komma till Zanzibar 1886, men med förlust av sina samlingar.
Bland de viktigaste resultaten av Junkers resa i azandes land var undersökningen av Ueles övre lopp, varigenom senare, till följd av Alphonso van Gèles expedition uppför Oubangui, dessa båda strömmars identitet blev konstaterade. Sina erfarenheter och vetenskapliga iakttagelser meddelade han i "Petermanns Mitteilungen" samt i det stora verket Reisen in Afrika 1875-86 (3 band, 1889-1891).